# Steven van der Sloot
Pour les articles homonymes, voir van der Sloot.
Steven van der Sloot, né le 6 juillet 2002 à Limbé au Cameroun, est un footballeur néerlandais, qui évolue au poste d'arrière droit à l'Ajax Amsterdam.

## Biographie

### En club
Passé par l'ADO La Haye puis le Feyenoord Rotterdam, Van der Sloot signe à l'Ajax pour trois ans en juin 2019.

### En équipe nationale
Avec les moins de 17 ans, il participe au championnat d'Europe des moins de 17 ans en 2019, où il est titularisé sur le flanc droit dans le match de poule perdu 2-0 contre la France. Les Néerlandais remportent par la suite le tournoi en battant l'Italie en finale.
Il fait aussi partie du groupe néerlandais jouant la Coupe du monde moins de 17 ans 2019 au Brésil, où il est notamment titularisé pour la seule victoire de son équipe en poule — 4-0 contre les États-Unis.

## Palmarès

### En sélection
- Vainqueur du championnat d'Europe des moins de 17 ans en 2019 avec l'équipe des Pays-Bas des moins de 17 ans.